# エレクトリック・グランドピアノ

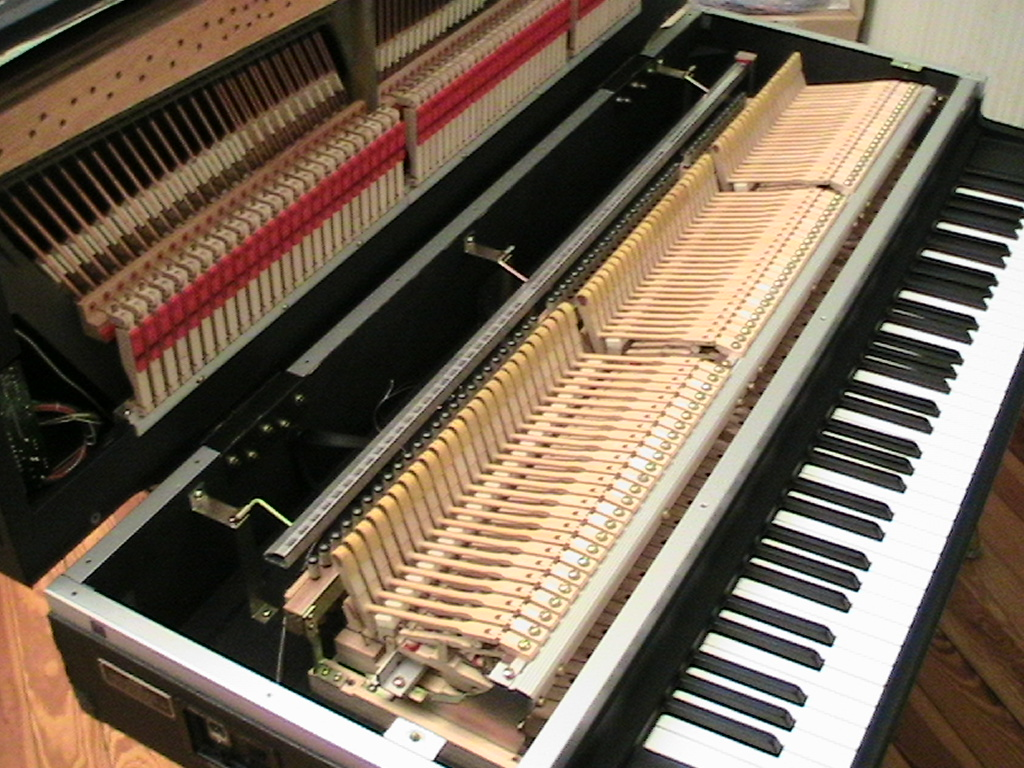
Yamaha CP-70の内部

エレクトリック・グランドピアノ（英: Electric grand piano）は、鍵盤を使って演奏される弦楽器であり、ハンマーによって打たれた弦の振動はピックアップによって電気信号へと変換される。これは、エレクトリック・ギターがアコースティックギターを電気化したものであるのと類似している。
電気増幅により共鳴室の必要性がなくなるため、エレクトリック・グランドピアノはアコースティックピアノよりも小さく、軽く（約140 kg）、その結果としてより運搬しやすい。電気増幅によって従来型のグランドピアノにマイクを付ける困難さを回避することもでき、そのためエレクトリック・グランドは音響システムと共にセットアップすることがより容易である。

## 歴史
グランドピアノを電気化する実験的努力は1920年代末にネオ-ベヒシュタインと共に始まった。1939年、最初の市販モデルRCA Storytoneが発表された。これらの楽器は響板の代わりにピックアップを持つ伝統的なハンマー-弦機構を備えていた。その後の数十年間に、現在エレクトリックピアノと呼ばれるその他の楽器が開発され、広く使われるようになった。これらはハンマーが弦ではなく、音叉またはリードを打つことによって音を生み出すという点でエレクトリック・グランドピアノとは異なる。1970年代、ヤマハのCP-70およびCP-80とそれに続くカワイおよびヘルピンスティルのモデルによってハンマー-弦機構を持つエレクトリックピアノの商業生産が復活した。
1980年代、デジタルピアノが出現すると、エレクトリック・グランドピアノの人気は低下し、最終的に生産が終わった。エレクトリック・グランドピアノは公式General MIDI仕様の一部として存続しており、ほとんどの製造業者はヤマハからCP-70とCP-80の両方またはどちらか一方のライセンスを受けている。

## モデル

### ヘルピンスティル
- Roadmaster 64（64鍵アップライト）
- Roadmaster 88（88鍵アップライト）
- Portable Grand（88鍵グランド）

### カワイ
- EP-608 （76鍵アップライト）
- EP-705M（75鍵アップライト、MIDI出力付）
- EP-308（88鍵グランド）
- EP-308M（88鍵グランド、MIDI出力付）

### ヤマハ
- CP-60M（76鍵アップライト、MIDI出力付）
- CP-70（73鍵グランド）
- CP-70B（CP-70 + 改良アクション、平衡出力を含む電子装置）
- CP-70D（CP-70B + 低音/中音/高音制御ではなく7帯域グラフィックイコライザー）
- CP-70M（CP-70M + MIDI出力）
- CP-80（CP-70Bと同様、88鍵、平衡出力）
- CP-80D（CP-80 + 低音/中音/高音制御ではなく7帯域グラフィックイコライザー）
- CP-80M（CP-80D + MIDI出力）
- E201/E-202（76鍵アップライト、内蔵アンプおよびスピーカー付き、MIDI出力なし）
- E-501/E-502（88鍵アップライト、内蔵アンプおよび3スピーカー付き、MIDI出力なし）